# Arkeologiska museet i Split
Arkeologiska museet i Split (kroatiska: Arheološki muzej u Splitu) är ett arkeologiskt museum i Split i Kroatien. Det ligger på adressen Zrinski-Frankopanska 25, i en för ändamålet år 1914 uppförd byggnad i stadsdistriktet Spinut, några kilometer nordväst om Splits stadskärna.  
Arkeologiska museet i Split etablerades år 1820 och är Kroatiens äldsta museiinstitution. I museet presenteras föremål från förhistorisk tid, den grekiska koloniseringen, romartiden och fornkristen tid. På en yta av 2 500 m2 visas en del av museets samlingar som består av omkring 150 000 artefakter, däribland skulpturer, kapitäl, sarkofager, smycken, mynt och keramik. I samlingarna finns föremål från de antika städerna Salona och Narona. 

## Historik
Arkeologiska museet i Split etablerades år 1820 genom ett dekret från den dalmatiska regeringen i Zara (dagens Zadar) som var provinshuvudstad i det då österrikiska Dalmatien. Incitamentet till museets etablering lämnades av kejsaren Frans I vid hans officiella besök i Dalmatien som även inkluderade besök i Split och Solin. År 1821 uppfördes en museibyggnad vid Diocletianus-palatsets östra mur men denna byggnad blev snart för liten för de ständigt växande museisamlingarna.
År 1884 tillträdde den romersk-katolske prästen, arkeologen, historikern och konservatorn Frane Bulić tjänsten som museichef. Bulić var en frontfigur i arkeologiska kretsar och hans arbete som fältforskare och författare hade lämnat starkt avtryck i utvecklingen av den lokala arkeologiska vetenskapen. På hans initiativ inleddes år 1914 uppförandet av en ny museibyggnad.

## Museibyggnaden

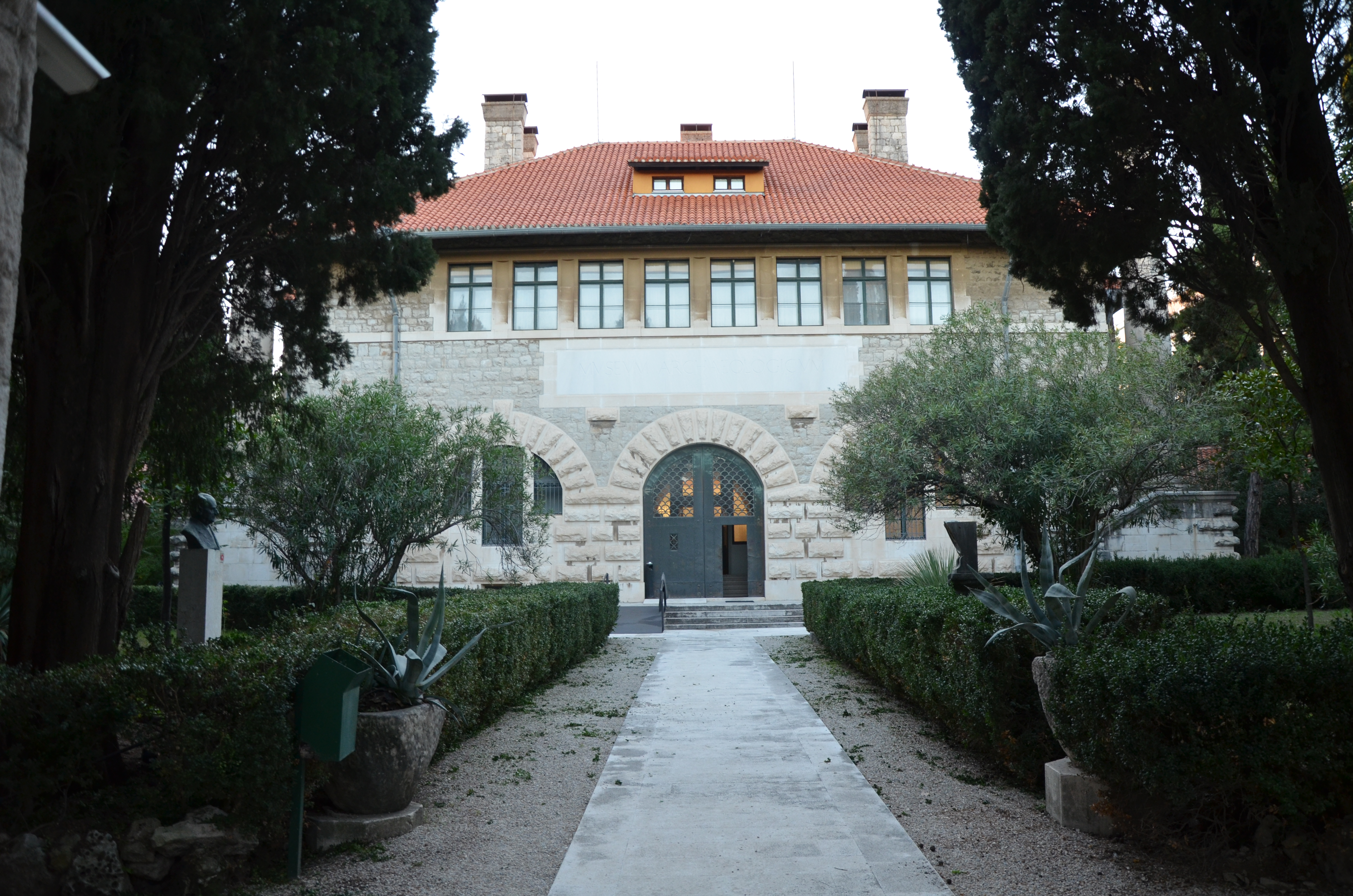
Museets entré år 2013.

Museibyggnaden uppfördes år 1914 enligt ritningar av de wienska arkitekterna August Kirstein och Friedrich Ohmann. Den är uppförd i nyromansk stil och bär likheter med museibyggnaden i österrikiska Carnuntum som också ritades av Kirstein och Ohmann. Även om byggnaden stod klar tidigare öppnades den inte för allmänheten förrän år 1922. Detta till följd av första världskrigets utbrott år 1914.     
Museikomplexet består av en huvudbyggnad, ett täckt atrium och trädgård. Museets samlingar är exponerade i en utställningssal på huvudbyggnadens bottenplan. På första våningen finns ett bibliotek och kontor.

### Fotnoter
1. 1 2 3  Museets officiella webbplats (engelska)
2. 1 2 3 4 5 6 7 8  Museets officiella webbplats (engelska)